# Circaetus
Genre
Circaetus (les circaètes) est un genre de rapaces de la famille des Accipitridae. Les espèces de ce genre sont spécialisées dans la chasse aux reptiles, principalement les serpents.
Le terme circaète désigne six espèces (ou sept selon les classifications) du genre Circaetus.

## Description
Les circaètes ont une silhouette comparable à celle d'une buse variable, c'est-à-dire une taille de 50 à 60 centimètres à l'âge adulte, mais une envergure plus grande (1,70 à 1,85 m). Leur poids moyen est de 1,5 à 2,2 kg, la femelle étant souvent un peu plus grande et plus lourde que le mâle. Le dimorphisme sexuel n'est pas très marqué.
Ils peuvent facilement être confondus avec la bondrée apivore, voire l'aigle de Bonelli.

## Habitat
Les circaètes nichent habituellement dans de grands arbres, conifères ou chênes, suivant la région. Leurs territoires de chasse sont constitués de tout type de terrains dégagés leur permettant de bien voir le sol : pentes dénudées et rocheuses, garrigues, landes basses, prairies, steppes, maquis ou boisements très clairsemés.
On peut les observer aussi bien près des côtes qu'en haute montagne.

## Alimentation
Leur régime alimentaire est principalement constitué de serpents et de lézards.
Les circaètes chassent à l'affût, du haut d'un arbre perchoir, face à une zone dégagée, ou bien pratiquent de longues périodes de vol stationnaire, en scrutant le sol.
La capture d'une proie s'effectue soit par une manœuvre de piqué rapide jusqu'au sol, soit par une première descente et une pause à mi-hauteur, puis la descente finale.
Lors des phases de piqué l'oiseau ne descend pas la tête en avant : le corps est incliné mais la poitrine est saillante, les ailes en forme de M ou presque complètement repliées, les serres sont dirigées vers le bas et projetées au moment de l'impact.
Les circaètes transportent un serpent en l'avalant, en commençant par la partie antérieure. Si le serpent est très gros ou s'il s'agit d'une capture pour nourrir le partenaire ou le jeune, ils laissent dépasser une partie de la queue.

## Nidification
Les circaètes recherchent de préférence de grands arbres dans des endroits peu fréquentés, plutôt en lisière qu'au milieu d'une dense forêt.
Le nid est souvent petit comparativement à ceux d'autres rapaces de même envergure ; il est habituellement situé en retrait du tronc, sur une grosse branche latérale, ou en position sommitale de l'arbre, car, du fait de leur envergure, les circaètes ont besoin de place pour atterrir au nid.
La ponte est toujours constituée d'un seul œuf, pondu entre fin mars et courant avril, avec parfois une ponte de remplacement en mai en cas d'échec de la première tentative — météo, dérangement, prédation.
En secteur montagneux, le nid est souvent situé à flanc de falaise ou dans le versant d'une combe, peut-être pour faciliter l'envol de l'aiglon. Dans les régions plus plates — forêts d'Ukraine, landes de la Gironde, pentes des collines de Judée, l'emplacement du nid semble plutôt dicté par la tranquillité de la zone.
La couvaison dure environ 45 jours.
La durée d'élevage est très longue, puisque l'envol du petit n'a lieu que deux mois et demi après l'éclosion, soit début aout en Europe.

## Répartition
Le Circaète Jean-le-Blanc (Circaetus gallicus) est un oiseau migrateur : visiteur d'été en Europe du Sud, il hiverne en Afrique, en région nord tropicale.
Les circaètes d'Asie hivernent en Inde.
Les autres espèces sont sédentaires : en Afrique, Circaetus beaudouini et Circaetus pectoralis se reproduisent à partir du mois de novembre.

## Taxinomie

### Classification
En 2007, une étude phylogénétique des Accipitridae montre que le genre Circaetus est paraphylétique, et propose d'y intégrer le Serpentaire du Congo pour rétablir la monophylie du genre ; ce changement est pris en compte par le Congrès ornithologique international (classification version 3.3) en janvier 2013.

### Liste des espèces
D'après la classification de référence (version 14.1, 2024) de l'Union internationale des ornithologues, il y a 6 espèces du genre Circaetus (ordre philogénique) :
- Circaetus gallicus (Gmelin, JF, 1788) – Circaète Jean-le-Blanc ;
- Circaetus beaudouini Verreaux, J & des Murs, 1862 – Circaète de Beaudouin ;
- Circaetus pectoralis Smith, A, 1829 – Circaète à poitrine noire ;
- Circaetus cinereus Vieillot, 1818 – Circaète brun ;
- Circaetus fasciolatus Kaup, 1847 – Circaète barré ;
- Circaetus cinerascens Müller, JW, 1851 – Circaète cendré.